# بر روی بام‌ها
بر روی بام‌ها (فرانسوی: Sur les toits‎) یک فیلم صامت و کوتاه فرانسوی به کارگردانی ژرژ ملی‌یس است که در سال ۱۸۹۷ منتشر شد. این فیلم داستان زنی است که بر روی پشت بام رفته است و با مشاهده دو دزد، از مردم کمک می‌خواهد.